# Penicillidia conspicua
Penicillidia conspicua är en tvåvingeart som beskrevs av Speiser 1901. Penicillidia conspicua ingår i släktet Penicillidia och familjen lusflugor. Inga underarter finns listade i Catalogue of Life.